# Studebaker Electric

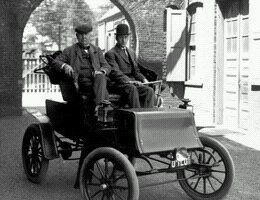
Thomas Edison auf seinem Studebaker Electric von 1903

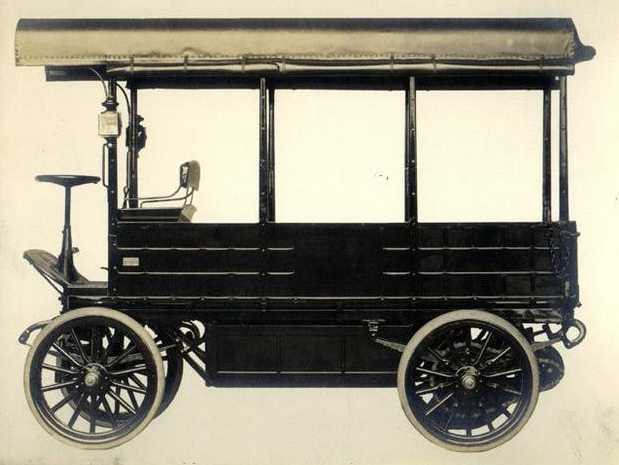
Studebaker-Bus mit Elektroantrieb

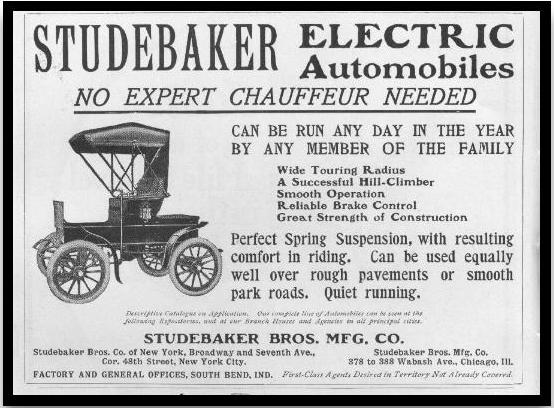
Werbung für den Studebaker Electric

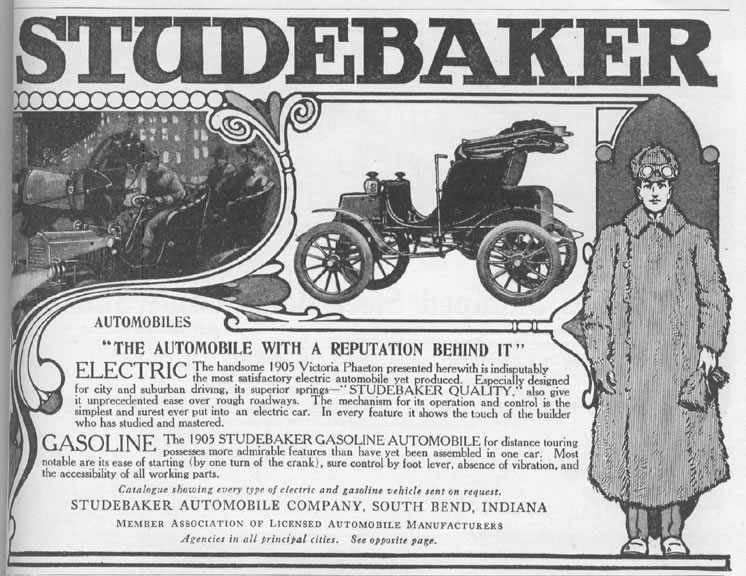
Werbung für den Studebaker Electric (1905)

Der Studebaker Electric war ein Automobil mit Elektroantrieb, den die Studebaker Brothers Manufacturing Company in South Bend (Indiana) herstellte. Die batteriebetriebenen Autos wurden zwischen 1902 und 1912 angeboten.

## Beschreibung
Studebaker begann mit der Automobilherstellung 1898, als Frederick Samuel Fish, damals Präsident von Studebaker, die Eigentümerversammlung dazu brachte, 4000 US-Dollar in die Entwicklung elektrisch betriebener Autos zu investieren. Auch ohne die volle Unterstützung der Eigentümer erbrachte dieses Projekt ein Auto. Die Gesellschaft begann aber auch damit, Karosserien für elektrisch betriebene Taxis herzustellen, welche die Pope Manufacturing Company fertigte.
Die kommerzielle Fertigung begann erst 1902 und die Gesellschaft entschied sich für batteriebetriebene Fahrzeuge, weil sie sauber waren, sich leicht laden ließen und in größeren Städten auch ohne Tankstellen gut funktionierten.
Es gab die Studebaker Electric mit verschiedenen Aufbauten, die häufig von der früheren Kutschenfertigung der Firma abgeleitet wurden, zum Beispiel Stanhope, Victoria und Surrey. Ab 1904 gab es einen Wagen mit vier Sitzplätzen.
Fish erkannte früh, dass Studebakers Zukunft nicht im Elektroauto mit all seinen Beschränkungen lag, sondern im benzinbetriebenen Fahrzeug. Die Erfahrungen von Studebaker lagen in der Stellmacherei und im Fahrzeugverkauf, nicht so sehr im Motorenbau. Diese Erkenntnis führte 1904 zur Gründung von Studebaker-Garford. Die Zusammenarbeit funktionierte gut, bis Garford 1909/1910 Fahrgestelle für den Bau eigener Automobile abzweigte und Studebaker auf der Suche nach einem preisgünstigen Auto auf die Everitt-Metzger-Flanders Company in Detroit stieß. EMF sollte das gesamte Automobil herstellen und Studebaker wollte es über seine Kutschenhändler verkaufen.
Studebaker fuhr fort, elektrisch betriebene Fahrzeuge herzustellen, bis John Studebaker, der Schwiegervater von Fish, 1909 die Kontrolle über EMF anstrebte und dies 1910 tatsächlich erreichte.
1912 sah auch John Studebaker, dass die Automobile in Zukunft Benzinmotoren haben würden, und so endete die kleine Fertigung von Elektrowagen. Die offizielle Verlautbarung der neu geordneten Studebaker Corporation lautete:
Die Fertigung elektrischer Automobile in South Bend ist beendet. Sie wurde über neun Jahre ohne allzu großen Erfolg fortgeführt und schließlich wurde die Überlegenheit des benzinbetriebenen Autos offensichtlich.